# 加積村
加積村（かづみむら）は、富山県下新川郡に存在した村。
加積郷（魚津・滑川平野の旧称）に位置していたため、「加積」という村名になった。

## 地理
- 現在の魚津市の市街地より北東の部分。
- かつてはりんごと稲作が中心（他に蔬菜、雑穀、ワラ工品、特産品の加積葱も生産）の農村であったが、魚津中学校開校後は、上村木地内を中心に、魚津町の郊外の町として大いに発展した[2]。

## 歴史
- 1889年4月1日 - 町村制の施行により、下新川郡吉島村、相木村、横枕村、袋村、上村木村の区域の一部及び六郎丸村の区域の一部をもって、下新川郡加積村が発足する[2]。
- 1952年4月1日 - 下新川郡魚津町、道下村、片貝谷村、加積村、経田村、天神村、上中島村、下中島村、西布施村、上野方村、下野方村及び松倉村が合併して、魚津市が発足する。加積村の大字は魚津市の大字に継承。

## 歴代村長
出典→
1. 伊東忠二（1889年5月25日 - 1889年8月）
2. 沢田到成（1889年8月15日 - 1891年12月）
3. 伊東忠二（1891年12月25日 - 1892年7月）
4. 佐々木善四郎（1892年8月24日 - 1893年5月）
5. 神保政太郎（1893年5月24日 - 1895年4月15日）
6. 伊藤甚五郎（1896年4月24日 - 1900年4月20日）
7. 中村正章（1900年5月4日 - 1902年6月28日）
8. 伊東達二（1902年10月2日 - 1906年11月22日）
9. 南弥吉（1907年1月28日 - 1908年11月29日）
10. 神保政太郎（1909年4月8日 - 1915年1月16日）
11. 中山清造（1915年1月29日 - 1916年1月18日）
12. 高見大次郎（1916年7月10日 - 1920年2月4日）
13. 勝山義規（1920年3月27日 - 1923年3月6日）
14. 伊東達二（1923年3月20日 - 1924年8月20日）
15. 鉱山周法（1925年2月10日 - 1928年4月26日）
16. 佐々木要次郎（1928年4月27日 - 1938年1月27日）
17. 北山平三郎（1938年3月11日 - 1938年3月14日）
18. 吉田重松（1938年3月14日 - 1941年1月21日）
19. 伊東忠五郎（1941年2月17日 - 1943年9月5日）
20. 伊東直二（1943年9月28日 - 1946年11月19日）
21. 伊東清一（1947年4月7日 - 1948年3月31日）
22. 仲俣弥一（1948年5月20日 - 1951年4月11日）
23. 佐々木要次郎（1951年5月22日 - 1952年3月31日）